# Norberto López Amado
Norberto «Tito» López Amado (Ourense, 3 de febrero de 1965) es un director de cine y televisión, guionista y productor español. Sus trabajos abarcan largometrajes de ficción, documentales y numerosas series de televisión, lo que le ha valido el reconocimiento de la crítica y diversos galardones.

## Biografía
Nacido en el barrio ourensano de O Ponte, López Amado se mudó a Madrid con su familia cuando tenía cuatro años.  Estudió Derecho y realización cinematográfica en el Taller de Artes Imaginarias, antes de incorporarse en 1989 a la sección de televisión de la Agencia EFE, donde trabajó nueve años como realizador y productor.
Tras rodar los cortometrajes El espíritu de la luna (1993), El tiempo perdido (1997) y La mirada del ángel (1998), debutó en el largometraje con el thriller Nos miran (2002).  En 2010 codirigió el documental ¿Cuánto pesa su edificio, Sr. Foster?, nominado al Goya al mejor documental.  Sus siguientes films incluyen La decisión de Julia (2015) y El cuaderno de Sara (2018), protagonizado por Belén Rueda.
En 2024 finalizó el rodaje de El cuento del lobo, thriller ético estrenado en 2025.

## Filmografía

### Largometrajes
| Año  | Título                                | Cargo                | Notas                                 |
| ---- | ------------------------------------- | -------------------- | ------------------------------------- |
| 2002 | Nos miran                             | Director             | Thriller psicológico                  |
| 2010 | ¿Cuánto pesa su edificio, Sr. Foster? | Director / Guionista | Documental (codir. con Carlos Carcas) |
| 2015 | La decisión de Julia                  | Director / Guionista | Drama                                 |
| 2018 | El cuaderno de Sara                   | Director             | Drama de aventuras                    |
| 2025 | El cuento del lobo                    | Director / Guionista | Thriller                              |

### Cortometrajes
| Año  | Título                 | Cargo                            |
| ---- | ---------------------- | -------------------------------- |
| 1993 | El espíritu de la luna | Director / Guionista / Productor |
| 1997 | El tiempo perdido      | Director / Productor             |
| 1998 | La mirada del ángel    | Director / Guionista             |

### Televisión (selección)
| Año(s)    | Serie / Miniserie        | Episodios |
| --------- | ------------------------ | --------- |
| 2007–2010 | El internado             | 2         |
| 2010      | Vuelo IL8714             | 2         |
| 2013–2014 | El tiempo entre costuras | 3         |
| 2015–2016 | Mar de plástico          | 26        |
| 2017      | El incidente             | 2         |
| 2018      | La verdad                | 3         |
| 2020      | Mentiras                 | 4         |
| 2021      | 3 Caminos                | 6         |
| 2021      | La cocinera de Castamar  | 6         |
| 2023      | La chica invisible       | 6         |
| 2024      | Ángela                   | 6         |

## Premios y reconocimientos
- Premio Ourense del Festival Internacional de Cine de Ourense (2019).[7]
- Nominación al Premio Goya al Mejor Documental (2011) por ¿Cuánto pesa su edificio, Sr. Foster?[5]